# Norwegian International 2000
Die Norwegian International 2000 im Badminton fanden vom 9. bis zum 12. November 2000 in Sandefjord statt.

## Sieger und Platzierte
| Disziplin    | Gold                              | Silber                            | Bronze                            |
| ------------ | --------------------------------- | --------------------------------- | --------------------------------- |
| Herreneinzel | Jim Ronny Andersen                | Daniel Eriksson                   | Aivaras Kvedarauskas              |
| Herreneinzel | Jim Ronny Andersen                | Daniel Eriksson                   | Ville Kinnunen                    |
| Dameneinzel  | Anu Weckström                     | Katja Wengberg                    | Anna Rice                         |
| Dameneinzel  | Anu Weckström                     | Katja Wengberg                    | Simone Prutsch                    |
| Herrendoppel | Peter Axelsson Imanuel Hirschfeld | Joakim Andersson Johan Holm       | Daniel Carlsson Jörgen Olsson     |
| Herrendoppel | Peter Axelsson Imanuel Hirschfeld | Joakim Andersson Johan Holm       | Daniel Eriksson Kristoffer Rahr   |
| Damendoppel  | Anu Weckström Nina Weckström      | Caroline Eriksson Johanna Persson | Monica Halvorsen Tone Lise Nilsen |
| Mixed        | Ola Molin Johanna Persson         | Jörgen Olsson Frida Andreasson    | Ulf Svensson Sara Persson         |

## Finalergebnisse
| Disziplin    | Sieger                            | Finalist                          | Ergebnis           |
| ------------ | --------------------------------- | --------------------------------- | ------------------ |
| Herreneinzel | Jim Ronny Andersen                | Daniel Eriksson                   | 15–7, 13–15, 15–9  |
| Dameneinzel  | Anu Weckström                     | Katja Wengberg                    | 11–7, 11–6         |
| Herrendoppel | Peter Axelsson Imanuel Hirschfeld | Joakim Andersson Johan Holm       | 17–14, 6–15, 15–4  |
| Damendoppel  | Anu Weckström Nina Weckström      | Caroline Eriksson Johanna Persson | 10–15, 15–10, 15–7 |
| Mixed        | Ola Molin Johanna Persson         | Jörgen Olsson Frida Andreasson    | 17–15, 15–11       |